# 长角糖芥
长角糖芥（学名：[Erysimum longisiliquum] 错误：{{Lang}}：文本有斜体标记（帮助））为十字花科糖芥属下的一个种。

## 扩展阅读
- 維基物種上的相關：长角糖芥